# Cicle de Wilson
El cicle de Wilson és un model que descriu l'obertura i el tancament de les conques oceàniques i la subducció i divergència de les plaques tectòniques durant el muntatge i desmuntatge de supercontinents. Un clàssic exemple de cicle de Wilson és l'apertura i tancament de l'oceà Atlàntic. Ha estat suggerit que els cicles de Wilson en la Terra s'encetaren al voltant de 3 Ga enrere, en l'eó Arcaic. El model de cicle de Wilson fou un desenvolupament clau en la teoria de la tectònica de plaques.

## Història
El model porta el nom de John Tuzo Wilson, en reconeixement a la seva icònica observació que l'actual oceà Atlàntic apareix al llarg d'una antiga zona de sutura i el seu desenvolupament en un article clàssic de 1968 del que més tard es va denominar "cicle de Wilson" el 1975 per Kevin C. A. Burke.

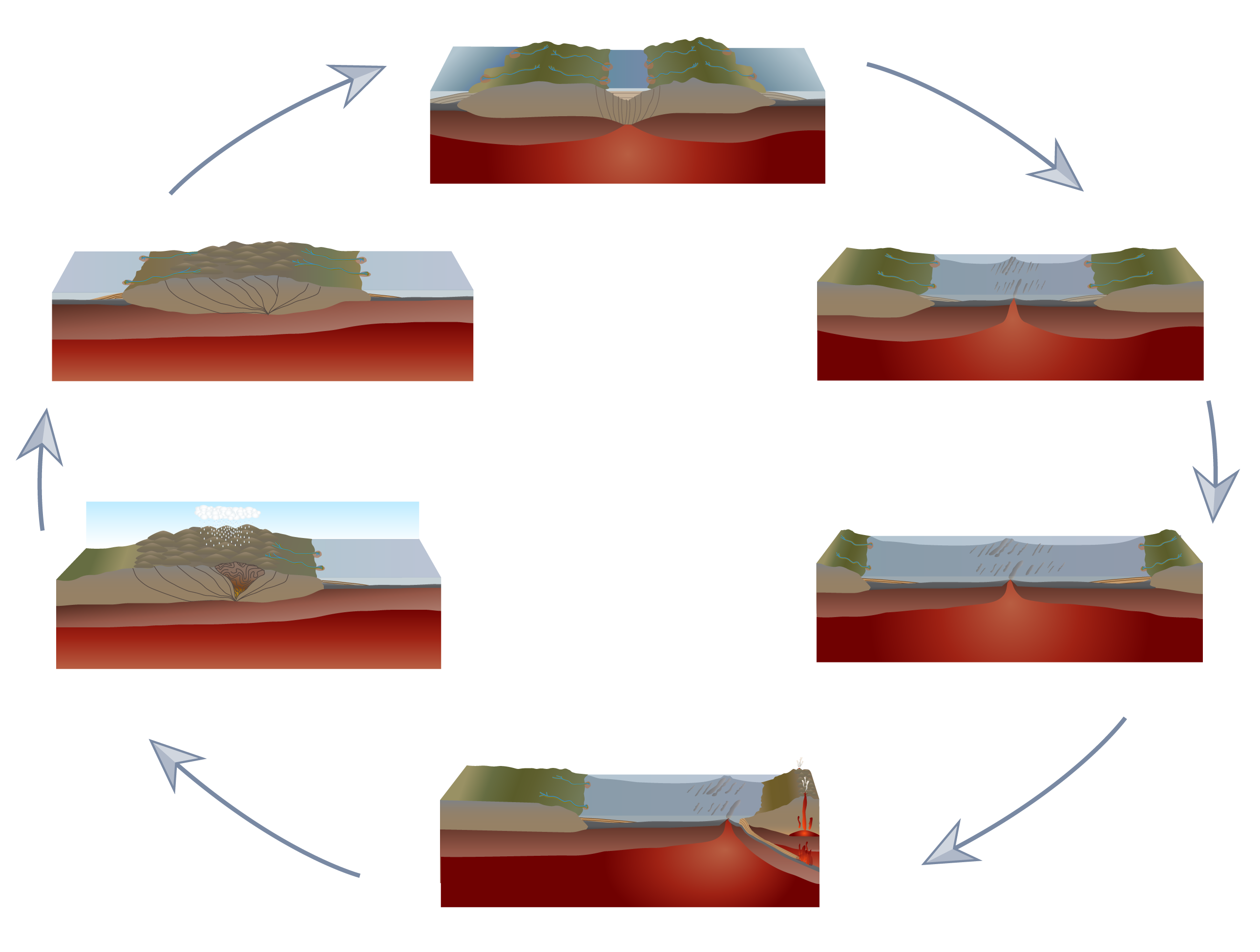
Fases del cicle de Wilson: Posició d'inici: Deu hores avançant en sentit horari: (10) extensió inicial prèvia a la deriva, (12) fase de deriva a deriva, apertura inicial d'una conca oceànica, (2 i 4) expansió del fons marí, eixamplament de la conca, (6) subducció de la litosfera oceànica, tancament de la conca, (8) col·lisió continent-continent

## Teoria
La teoria del cicle de Wilson es basa en la idea d'un cicle continu de tancament oceànic, col·lisió continental i formació d'un nou oceà a l'antiga zona de sutura. El cicle de Wilson es poden descriure en sis fases del moviment de les plaques tectòniques: la separació d'un continent (rift continental), la formació d'un oceà jove en el jaç marí, la formació de conques oceàniques durant la deriva continental,  l'inici de la subducció, el tancament de les conques oceàniques a causa de la subducció litosfèrica oceànica i, finalment, a la col·lisió de dos continents i al tancament de les conques oceàniques. Les primeres tres etapes (Embrionari, jove i madur) descriuen l'eixamplament de l'oceà i les tres últimes etapes (Declivi, terminal i geosutura relictual) descriuen el tancament de l'oceà i la creació de cadenes muntanyenques continentals com l'Himàlaia.
Al segle XXI, els coneixements de les imatges sísmiques i altres tècniques han donat lloc a actualitzacions del cicle de Wilson per incloure relacions entre l'activació del rifting i les plomes mantèliques. El rifting induït per la ploma i l'aflorament del mantell induït pel rifting poden explicar l'alta correlació de les edats de les Grans Províncies Ígnies i l'edat de ruptura d'aquests marges.